# کیم جه هوان
کیم جه هوان (کره‌ای: 김재환؛ زادهٔ ۲۷ مه ۱۹۹۶)، که بیشتر با نام جه‌هوان (انگلیسی: Jaehwan) شناخته می‌شود، خواننده-ترانه‌سرای اهل کره جنوبی است که به خاطر قرار گرفتن در جایگاه چهارم در فصل دوم برنامهٔ پرودوس ۱۰۱ شناخته می‌شود. او عضو سابق و وکالیست اصلی گروه پسرانهٔ کره‌ای وانا وان بود. این گروه در مدت یک سال و نیم فعالیت، به‌طور همزمان هم موفقیت تجاری و هم نظر مثبت منتقدان را به دست آورد و هر چهار آلبوم آن در صدر جدول آلبوم‌های گائون کره جنوبی قرار گرفت و پنج تک‌آهنگ لید آن‌ها نیز در جایگاه یک تا سه جدول دیجیتال گائون قرار گرفت. کیم در ۲۰ مه ۲۰۱۹، با انتشار آلبوم چندآهنگهٔ دیگر، فعالیت خود را به عنوان خوانندهٔ انفرادی آغاز کرد.